# Вибори в Естонії
Вибори в Естонії — це спосіб формування вищих органів влади Естонії шляхом голосування громадян. В Естонії проводяться вибори Президента Естонії (шляхом голосування в парламенті або в спеціальній колегії вибірників (у тому випадку, коли жодному з кандидатів не вдається в ході трьох турів набрати необхідної більшості в дві третини від конституційного складу Рійгікогу)); Рійгікогу (загальнодержавні, пропорційна виборча система, активно впроваджується інтернет-голосування); депутатів Європейського парламенту та місцевих рад.

## Парламентські вибори
- Парламентські вибори в Естонії 1917
- Парламентські вибори в Естонії 1918
- Парламентські вибори в Естонії 1919
- Парламентські вибори в Естонії 1920
- Парламентські вибори в Естонії 1923
- Парламентські вибори в Естонії 1926
- Парламентські вибори в Естонії 1929
- Парламентські вибори в Естонії 1932
- Парламентські вибори в Естонії 1936
- Парламентські вибори в Естонії 1938
- Парламентські вибори в Естонії 1940
- Парламентські вибори в Естонії 1947
- Парламентські вибори в Естонії 1951
- Парламентські вибори в Естонії 1955
- Парламентські вибори в Естонії 1959
- Парламентські вибори в Естонії 1963
- Парламентські вибори в Естонії 1967
- Парламентські вибори в Естонії 1971
- Парламентські вибори в Естонії 1975
- Парламентські вибори в Естонії 1980
- Парламентські вибори в Естонії 1985
- Парламентські вибори в Естонії 1985 (1)
- Парламентські вибори в Естонії 1990 (2)
- Парламентські вибори в Естонії 1992
- Парламентські вибори в Естонії 1995
- Парламентські вибори в Естонії 1999
- Парламентські вибори в Естонії 2003
- Парламентські вибори в Естонії 2007
- Парламентські вибори в Естонії 2011
- Парламентські вибори в Естонії 2015
- Парламентські вибори в Естонії 2019

### Виборчі округи
|                       | Код                          | Виборчі округи |
| --------------------- | ---------------------------- | -------------- |
| valimisringkond nr 1  | Гааберсті, Пиг'я-Таллінн     |                |
| valimisringkond nr 2  | Ласнамяє та Піріта           |                |
| valimisringkond nr 3  | Мустамяє та Нимме            |                |
| valimisringkond nr 4  | Гар'юмаа та Рапламаа         |                |
| valimisringkond nr 5  | Гіюмаа, Ляянемаа та Сааремаа |                |
| valimisringkond nr 6  | Ляяне-Вірумаа                |                |
| valimisringkond nr 7  | Іда-Вірумаа                  |                |
| valimisringkond nr 8  | Ярвамаа та Вільяндімаа       |                |
| valimisringkond nr 9  | Йигевамаа та Тартумаа        |                |
| valimisringkond nr 10 | Тарту                        |                |
| valimisringkond nr 11 | Вирумаа, Валгамаа, Пилвамаа  |                |
| valimisringkond nr 12 | Пярнумаа                     |                |
| Джерело               |                              |                |

### Парламентські вибори в Естонії 2015

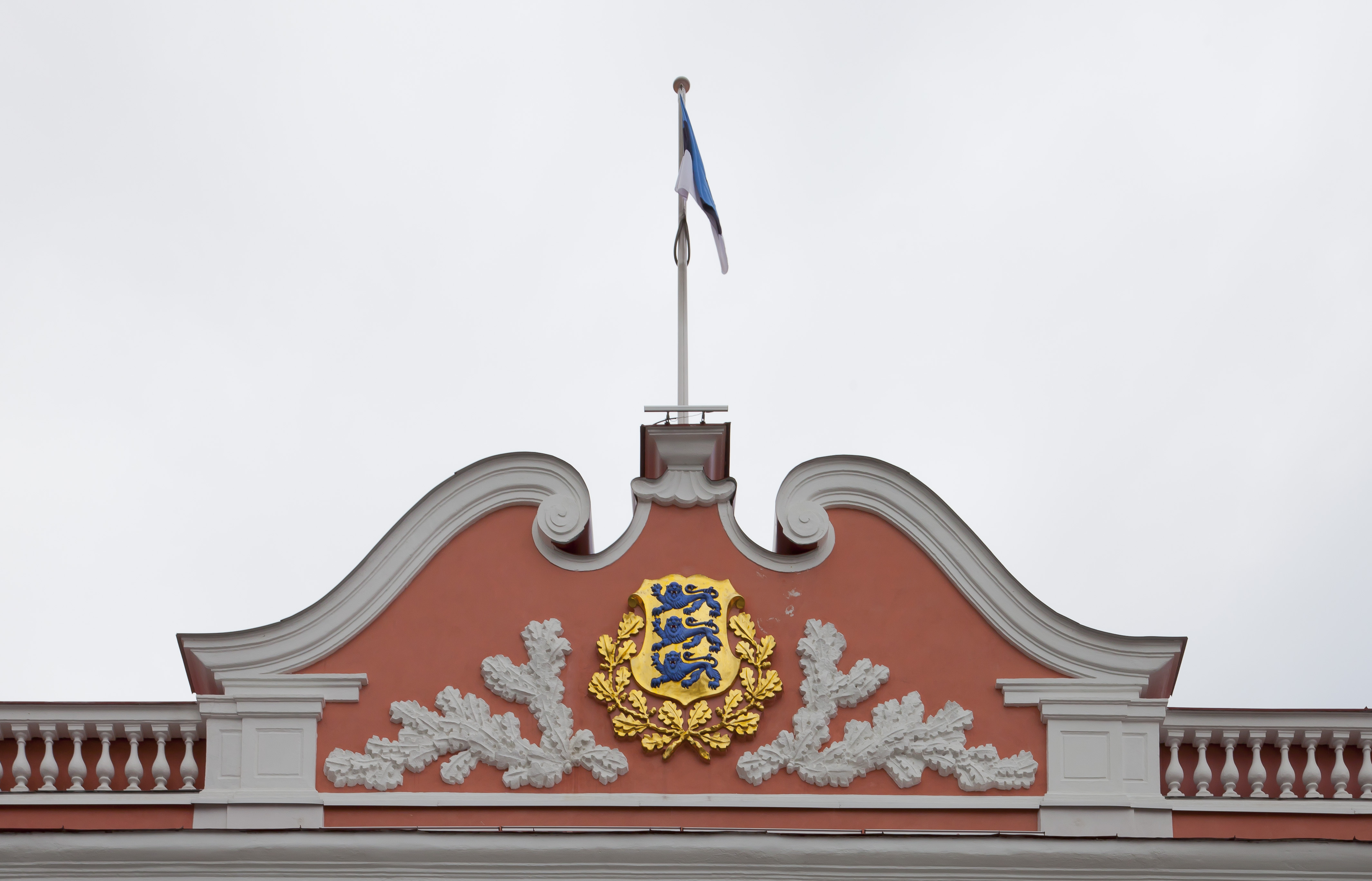
Рійгікогу

Для отримання більшості в парламенті необхідно отримати 51 місце.
| Партія                                                     | Голосів | %    | Місць | +/-  |
| ---------------------------------------------------------- | ------- | ---- | ----- | ---- |
| Партія реформ Естонії                                      | 158,897 | 27.7 | 30    | -3   |
| Центристська партія                                        | 142,457 | 24.8 | 27    | +1   |
| Соціал-демократична партія Естонії                         | 87,168  | 15.2 | 15    | -4   |
| Союз Вітчизни і Res Publica                                | 78,679  | 13.7 | 14    | -9   |
| Вільна демократична партія                                 | 49,882  | 8.7  | 8     | Нова |
| Консервативна народна партія Естонії                       | 46,763  | 8.1  | 7     | +7   |
| Партія зелених                                             | 5,191   | 0.9  | 0     | 0    |
| Партія народної єдності                                    | 2,290   | 0.4  | 0     | Нова |
| Партія незалежності                                        | 1,045   | 0.2  | 0     | 0    |
| Об'єднана ліва партія Естонії                              | 763     | 0.1  | 0     | Нова |
| Незалежні                                                  | 886     | 0.2  | 0     | 0    |
| Недійсні голоси                                            | 3,755   | -    | -     | -    |
| Всього                                                     | 577,914 | 100  | 101   | 0    |
| Зареєстровані виборці / явка                               | 899,793 | 64.2 | -     | -    |
| Джерело: VVK [Архівовано 3 жовтня 2015 у Wayback Machine.] |         |      |       |      |

## Вибори в Європарламент
Виборці голосують за конкретного кандидата в списку партії. В Естонії можуть голосувати через Інтернет. На виборах обирають естонську делегаціб, що складається з 6 депутатів.
- Вибори в Європарламент 2004
- Вибори в Європарламент 2009
- Вибори в Європарламент 2014
- Вибори в Європарламент 2019

## Референдум
Референдум про незалежність Естонії від СРСР був проведений в Естонії 3 березня 1991 року.
Перший референдум — про нову конституцію і закон про громадянство відбувся 28 червня 1992. Виборцям було запропоновано затвердити нову конституцію і розширення виборчого права на всіх громадян країни. Нова конституція була схвалена 91,9 % виборців, а розширення виборчого права було відхилено 53,5 % виборців.
14 вересня 2003 року громадяни Естонії були скликані на референдум для того, щоб дізнатись, чи хочуть вони приєднання Естонії до Європейського союзу. 64 % електорату прийшли на референдум; із них 66,83 % проголосували «за» і 33,17 % — «проти». Приєднання до ЄС відбулось 1 травня наступного року.